# SIOD
Scheme In One Defun或者幽默解释为Scheme In One Day（SIOD），是Lisp编程语言的Scheme方言的小尺寸实现，它是用C书写并设计用于嵌入到C程序之内。它著称于可能是类Lisp语言的最小的实际实现。它最初是由George J. Carrette写成。它是在GNU宽通用公共许可证（LGPL）下发行的自由及开放源代码软件。

## 特征
SIOD特征包括：
- 实现了来自“λ论文集”的最初版本的Scheme，并非任何一版的现代标准。
- 代表了保守的垃圾回收在Lisp解释器中的一种非常早期使用，这个方法后来被SCM和Guile效仿。
- 编译的实现是通过发出固定的机器代码前言，并跟随着要被解释的解析树的快速装载二进制表示。

## 应用
- GNU图像处理程序（GIMP）– 直到GIMP 2.4发行之前，SIOD是它的主要扩展语言Script-Fu[1]。
- Siag Office – Scheme in a Grid（SIAG）是使用SIOD作为基础的一个电子表格应用。
- 节日语音合成系统 – SIOD是它的底层命令解释器[2]。

## 引用
1. ↑  . gimp.org.   [2011-11-12]. （原始内容存档于2021-02-25）.
2. ↑  .   [2013-05-26]. （原始内容存档于2022-03-05）.